# Ошки
Ошкский кафедральный собор святого Иоанна Крестителя (груз. ოშკის წმინდა იოანე ნათლისმცემლის სახელობის ეკლესია, арм. Օշկ վանք) — грузинский православный собор, один из важнейших архитектурных и религиозных центров в исторической области Тао-Кларджети, первый из четырёх Великих Кафедралов. От всего монастырского ансамбля, выстроенного во второй половине X века, на сегодняшний день сохранились лишь кафедральный храм, семинария и малые церкви. Находится на территории северо-восточной Турции (Эрзурум). Ряд источников называют монастырь армянским. Принадлежность монастыря оспаривается армянской стороной.
Благодаря существующим в храме надписям на грузинском языке известно, что храм был построен владетелями Тао-Кларджети из династии Багратиони — Багратом эриставт-эриставом и Давидом III Курапалатом, а архитектора, который изображён на одном из столпов южной галереи, звали Григол.
Ошки являлся важнейшим центром знаний древней Грузии. Именно здесь, в 978 году, был создан бесценный памятник древнегрузинской литературы — «Ошкский кодекс», являющийся полным переводом Библии на грузинский язык.
Храм построен на специальной субструкции, в которой находятся могилы. План Ошкского храма крестообразен и имеет форму тетраконха. Тетраконх является крестообразной фигурой, три стороны которой (Южная, Северная и Восточная) оканчиваются полукруглыми апсидами, а четвёртая сторона (Западная) более длинная и не имеет апсида.

## Название
Этимологически название Ошки связано с одним из картвельских языков — зано-чанским. Слово Ошки связано с мегрельским словом Шка — означающим середину, место по середине..

## История
Ошкская надпись сообщает, что храм построен в царствование и на средства куропалата Адарнасэ и по почину и заботами эриставт-эристава Баграта и магистра Давида. Броссе считает, что имеется в виду Адарнасэ II и его сыновья в том случае, по мнению Мария Броссе, постройка датируется 888—923 годами. По мнению же академика Джавахишвили, надпись имеет в виду Адарнасе III и его детей, и тогда время возведения Ошки относится к 958—961 годам.
Монастырский комплекс построен в историческом промежутке между 963—973 годами и посвящён Святому Иоанну Крестителю. Он включает в себя церковь, трапезную и помещение для переписки рукописей. Церковь является одной из самых больших крестово-купольных храмов в регионе, и сохраняла своё значение до конца XV века.

## Надписи
В Ошкском храме встречается огромное количество надписей на грузинском языке. С точки зрения надписей, Ошкский храм является одним из наиболее богатых грузинских храмов построенных Давидом Курапалатом. Все надписи относятся к 963—1036 годам. Большая часть надписей относится к раннему периоду постройки (963—966 года), и является хвалой и описанием ктиторской деятельности властелинов Тао-Кларджети того времени — Давида и Баграта. Кроме того, существует ряд более поздних надписей, например надпись рассказывающая об обновлении крыши храма византийскими императорами Василием II и Константином VIII. Вахтанг Джобадзе отмечает, что данная надпись датируется 1020—1028 годами. Вторая надпись упоминает Баграта эриставт-эристава и Василия II и датируется 1025 годом. Наиболее поздняя надпись датируется 1036 годом и является частью фресковой живописи.
Все надписи на внешних стенах Ошки исполнены на грузинском языке, шрифтом Мргвловани, ряд из них окрашены краской сингури (груз. სინგური). Почти все надписи интерьера различаются цветовой гаммой, однако надписи в нише на юго-западном столпе нанесены на ровной поверхности камня краской сингури. Все надписи в Ошки имеют свой номер и ряд из них изучены. Надписи № 3,4,5,8,9 и 10 изучены Вахтангом Джобадзе, а надписи № 1,2,6 и 7 изучены Марием Броссе и Эквтиме Такаишвили.

### Надпись № 1
Первая надпись в храме исполнена краской сингури и нанесена над входом, с южной стороны. Сохранилось 12 строчек. Надписи нанесены шрифтом Мргвловани. Их оригинал можно увидеть на иллюстрации справа. Впервые данная надпись была изучена Марием Броссе.
Как отмечает Вахтанг Джобадзе, данная надпись даёт очень много информации о храме. В надписи содержатся имена ктиторов — Баграта Эриставт-Эристава и Давида Курапалата и имя архитектора — некоего Григола. В данной надписи содержится информация о ежегодных тратах монастыря — 20 000 драм, и натуральном налоге — 5.000 писоси (груз. ფისოსი) вина и 250 гриви (груз. გრივი) зерна. Из надписи следует, что при строительстве были задействованы 50 строителей, кузнецов и плотников. Всего же при строительстве участвовали 80 человек. Из надписи известно также о 30 быках, переносящих камни, и 30 ослах.
1. მოწყალებითა ღ(მრ)თისაჲთა რ(ომე)ლი სცავს ყ(ოვე)ლთა მოშ(ი)შთა მ(ი)სთა და წარმოჳმართ(ე)ბს მოყოჳარეთა სახელისა მისისათა ყ(ოვე)ლთა ს(ა)ქმ(ე)
2. თა კ(ე)თ(ი)ლთა ამის წ(მი)დისა ს(ა)მ(ე)ბ(ი)სა სარწმოჳნოვებ(ი)თა და მ(ეო)ხ(ე)ბ(ი)თა წ(მი)დისა დ(ე)დოფლისა ჩ(უე)ნისა ღ(მრ)თ(ი)სმშობ(ე)ლისაჲთა მ(ა)დლითა წ(მი)დ(ა)ჲსა ძ(ე)ლისაცხოვრებისაჲ
3. თა შეწ(ე)ვნითა და მეოხ(ე)ბ(ი)თა დიდებოჳლისა ნათლი[ს]მცემლისაჲთა და ყ(ოვე)ლთა წმიდაჲთაჲთა რ(ომელ)ნი საოჳკოჳნითგ(ა)ნ სათნო ეყ(უ)ნ(ე)ს ღ(მერ)თსა ამათ ყ(ოვე)ლთა
4. წმიდათა სადიდებ(ე)ლ(ა)დ და საქებ(ე)ლ(ა) იწყ(ე)ს ღ(მრ)თივ გოჳრგოჳნოს(ა)ნთა მ(ე)ფ(თ)ა ჩ(უე)ნთა შ(ე)ნ(ე)ბ(ა)დ ამის წმიდისა ს(ა)ყდრისა რ(ა)თა ამას შ(ი)ნა აღესროჳლებოდიან დღესა
5. სწაოჳლნი და შეიმკვებოდიან ჴსენებ(ა)ნი წმიდათანი ვ(ითარც)ა წერილ არს ჴსენებასაწმიდათასა ეზიარებოდ(ე)თ ამათ ყ(ოვე)ლთა წმიდათა სოჳრვილითა
6. ამათ დიდეოჳ[ლ]თა მ(ე)ფ(ე)თა ჩ(უე)ნთა ოჳშოჳრვ(ე)ლ ყ(უ)ნენ საფას(ე)ნი წარმავ(ა)ლნი წარ[ო]ჳვალისა მ(ი)სთოჳის რ(ა)თა ყ(ოველ)ნი წმიდანი შემწ(ე)დ მოიგნენ და ღმერთმან შ(ეე)წ(იე)ნ ორთავე
7. ცხოვრებ(ა)თა ძ(ე)თა ღ(მრ)თ(ი)ვ კოჳრთხეოჳლისა ადარნასე კოჳრაპალატისატა ბ(ა)გრ(ა)ტ ერისთავთა ერისთ(ა)ვმ(ა)ნ დავით მაგისტროსმ(ა)ნ სამებამ(ა)ნ წმიდამან
8. სამნივე დაიფარენ მორჯოჳენითა თ(ჳ)სითა და ა(დი)დ(ე)ნ ორთავე ცხორებ(ა)თა და მე გრიგოლ ღირს მყო ღ(მრერთმა)ნ მსახოჳრებ(ა)სა ამას მ(ა)თსა ღ(მრ)თისა მიმართ და მე ვიყ
9. ავ სა[ქ]მესა ზ(ედ)ა-მ[დ]გომი და არწმოჳნა ღ(მერთმა)ნ გონებასა მ(ა)თსა ერთ-გოჳლობაჲ ჩ(ე)მი მ(ო)ნისა მ(ა)თისაჲ ესე იყო გალატოზთა და მოქმედთა მიზდი და აზავერთა მექოჳიშე
10. თაჲ რ(ომე)ელ წელიწადსა წარეგების დრამაჲ :კ: ათასი ღოჳინოჲ ფ(ისო)სი :ჭ: რკინაჲ ლიტრი :ნ: ხოჳარბალი გრივი :ს:მ:ი: გალატოზი და ხო[ჳ]როჲ და მჭედელი რ(ომე)[ლმა]რადის შ(უ)რებო
11. და ჲ:ი: ჴ(ა)რი რ(ომ)ელ ქვასა კრ(ე)ბდა :ლ: ჯორი და სხ(უ)აჲ აზავერი რ(ომე)ლ გრიგოჳლ-წმიდით სპონდიკსა კრ(ე)ბდა :ლ: სხოჳაჲ აზავერი რ(ომე)ლ [-] [კრ(ე)]ბდა :ჲ: [-]
12. ჲდა [-] [ყი]ერი და მოქმედი :პ:[21]

## Архитектура

### Фрески

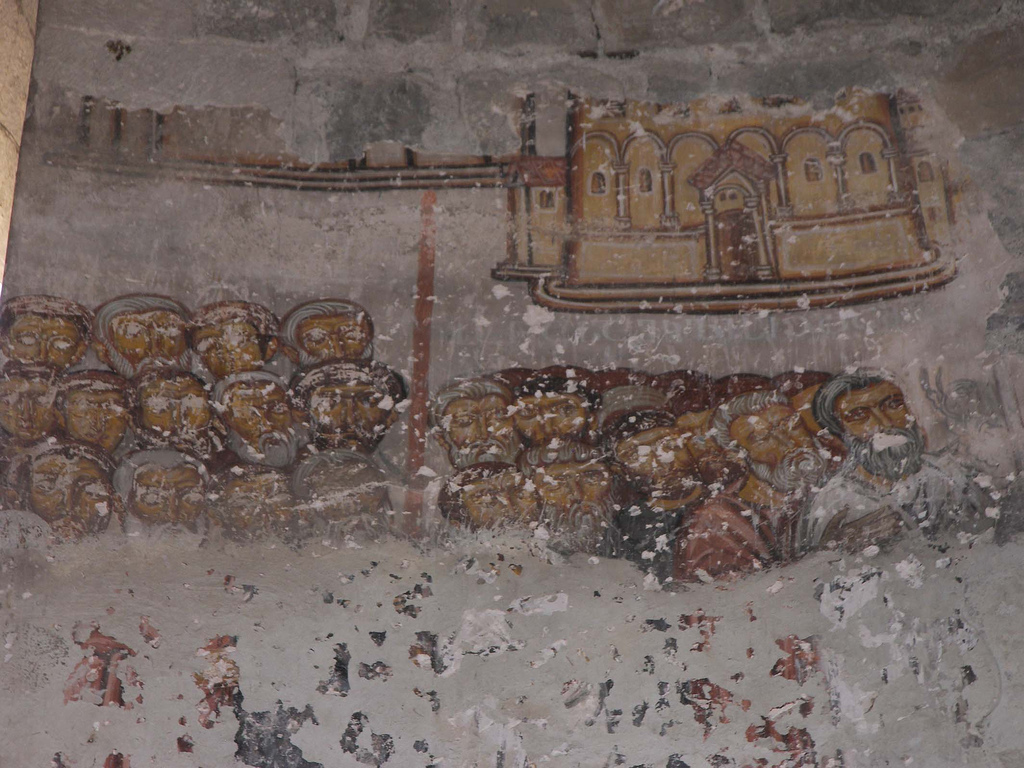
Фрагмент фрески с изображённым Банским храмом.

Ошкский храм был украшен фресками через 75 лет после создания, в 1036 году, что подтверждается одной из надписей. К сожалению, от этих фресок сохранились лишь остатки. Большая часть оставшихся фресок расположена в алтаре. Сами фрески были созданы на монументальные темы. Над алтарём был изображён Спаситель, справа и слева находились архангелы. На сегодня сохранились лишь фрагменты, часть стопы спасителя, пьедестал трона и одежды архангелов. Ниже, на восточной стене, была изображена богоматерь. Справа и слева он неё стоят апостолу Пётр и Павел с надписью «წ~ჲ პ~ე, წ~ჲ პავლე». (груз. Ц~и П~е, Ц~И Павле - Цминдаи Петре, Цминдаи Павле.) За ним были изображены остальные апостолы. Возле апостола Петра сохранилась надпись — «თქუენ ხართ ნათელი სოფლისა…» (с груз. — «Вы - свет мира...»). Там же расположена ленточная надпись, на которой содержится дата украшения храма. Справа от храма изображён святой Яков, а возле него надпись:
«წჲ

ჲაკობ

ძმაჲ

ო~ჲ»
Над центральным окном была изображена святая Екатерина, с надписью груз. „წ~ჲ ეკატერინე“(Ц~и Экатерине) и святой Степан с надписью :
«წჲ

სტ

ფ

ნე

პირვ

ლი

მწ

მე»
С обеих сторон окна были изображены Отцы церкви. Подле центрального окна, справа, изображён Пётр Александрийский с надписью :
| Асомтаврули (Существующая) | Мхедрули (Восстановленная) |
| -------------------------- | -------------------------- |
|                            | «წჲ პე ალქს ადრიე ლი»      |

### Малые церкви

Малая церковь, юго-запад

Фактически у всех больших грузинских храмов имелись малые церкви. Две подобные церкви сохранились и в Ошки.
залового типа. Длина зала 5.11 метров, а ширина — 3.43 метра. Церковь облицована серым, обработанным камнем. Западная стена покрыта щебнем. Единственная дверь расположена на востоке, а окна на востоке, западе и юге. В полукруглом алтаре расположены 2 нишы. Над южным окном, украшенным архивольтом, в стене вырезан крест. Вход в церковь украшен архивольтами, а в верхних кольцах изображены кресты. Крыша церкви каменная. Внутренние стены церкви облицованы, однако не украшены.
Вторая малая церковь имеет аналогичную структуру, расположена к югу от храма. Размеры церкви 6.11 м × 3.1 м, толщина стен — 0.74 м. Вторая церковь сохранилась хуже, чем первая. Столпы целы, хотя крыша уничтожена. Западная стена церкви полностью разрушена. Вход в церковь расположен на юге, а выход — на западе.

### Ошкские стелы

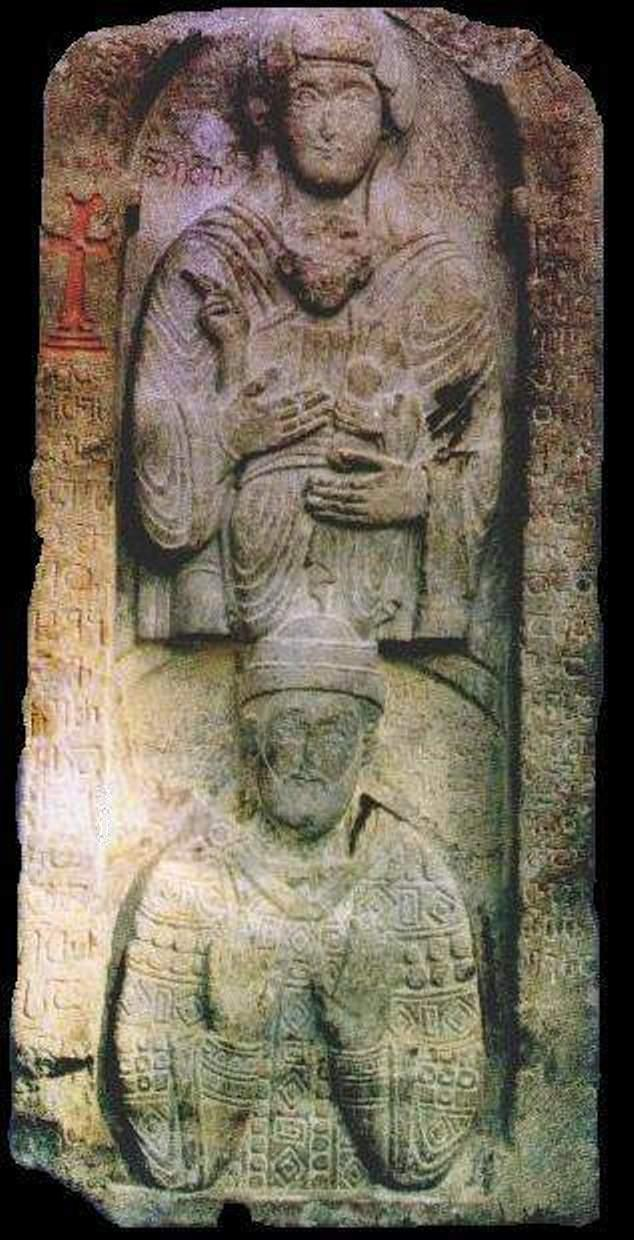
Первая стела — Вокруг фигур Давида III и Божьей матери красной краской нанесены письмена на асомтаврули

В стене переделанного в мечеть Ошки существовали два треугольных камня с надписью на асомтаврули. После изучения надписи стало известно, что строительство храма было начато 25 марта в 963 года. В 2003 году грузинскими учёными были обнаружены 2 стелы, уникальные из-за размеров и рельефов.
На первой стеле (Высота 157 сантиметров) изображён молящийся Давид III и Богоматерь никопейского стиля.
На второй стеле (Высота 130 сантиметров) снизу изображён молящийся Баграт эриставт-эристав, а сверху Иоанн Креститель. Вокруг обоих фигур красной краской нанесены письмена на асомтаврули. На стеле Давида III читаем -
დიდებულმცა არს მეფობა დავითისი. მიანიჭენ მას სიმრთელით დღეგრძელობა და მტერთა მიმართ მძლეობა 
Да здравствует царствование Давида. Да будет оно длинно и да победит он врагов своих.

### ЦерковьСвятого Иоана Крестителя
Церковь представляет собой трёхапсидное купольное здание (с треугольными в плане нишами и 2-этажными приделами)а, крыша над двумя плечами которого провалилась. Однако барабан и покрытый черепицей купол все ещё стоят на четырёх мощных столбах. Интересной особенностью архитектуры сооружения является то, что базилика лежит в плоскости юг-север, а не восток- запад, как обычно. Местами, на стенах, сохранились фрески с текстом и изображениями святых. С остальной, почти всей поверхности — церковь высока, фрески и штукатурка сбиты ударами топора, следы этих размеренных ударов покрывают стены как чешуя. К северо-востоку от собора — руины библиотеки, семинарии, трапезной, хозяйственных помещений. В некоторых местах стены сооружения пронизаны трещинами, стволы деревьев подменяют колонны, а на крыше растет кустарник, но в целом, что церковь неплохо сохранилась, особенно по сравнению с другими грузинскими храмами Эрзурумского вилайета.

## Убранство
Слепые арки монастыря, которые занимают немаловажное место в его дизайне, тянутся вдоль южной, восточной и северной стен.
Арки делят стены в соответствии с общим архитектурным ритмом. Центральная часть главного фасада украшена барельефами.
Барельефам, расположенным высоко над центральной аркой, предоставлено почетное место на южном фасаде, который является главным фасадом церкви. Они чётко выделяются из плоской поверхности. Орёл сжимающий в когтях добычу, вероятно, символизирует победу, и вся скульптурная композиция — это триумф небесной силы, представленной Архангелами Михаилом и Гавриилом.